# Caconeura obscura
Caconeura obscura is een libellensoort uit de familie van de Protoneuridae, onderorde juffers (Zygoptera).
De wetenschappelijke naam van de soort is voor het eerst geldig gepubliceerd in 1933 door Fraser.